# L’Assassinat du Pont-Rouge
L'Assassinat du Pont-Rouge est un roman de Charles Barbara publié en 1857.

## Résumé
Max apprend que le mari de sa prof de piano, Mme Thillard, a été retrouvé dans la Seine quelque temps plus tôt. Il envoie Mme Thillard chez son ami Clément qui dit se souvenir de la mort de son mari et avoir été garçon de recettes pour Thillard. Rosalie, femme de Clément, meurt. Clément avoue avoir épousé Rosalie à la demande de Thillard qui lui avait fait un enfant puis avoir tué Thillard. Il disparaît avec l'enfant aux États-Unis et meurt en revenant.  